# Olga Ramos (actriz)
Trinidad Olga Ramos Sanguino (Badajoz, 20 de julio de 1918-Boadilla del Monte, 25 de agosto de 2005) fue una actriz, violinista y cupletista española, conocida como "La reina del cuplé".

## Biografía
Apareció cantando una canción en la película Leyenda rota (1940), con Juan de Orduña y Maruchi Fresno, dirigida por Carlos Fernández Cuenca.
Cursó estudios de violín en el Conservatorio de Badajoz y en el Real Conservatorio Superior de Música de Madrid, donde ganaría el primer premio de música de cámara en 1943.
En la década de 1940, dirigió la Orquesta Fémina, una «orquesta de señoritas», recorriendo España y diversos locales de Madrid como el Café Universal.
En la década de 1950 grabó en disco de pizarra Columbia (EN 1094-1095) los temas La Mariblanca (F. De la Vega y Legata) en su primera versión y Glorietas de Chamberí (F de la Vega y J. Martín Domingo).
En 1960 vuelve a grabar en Columbia, con su orquesta, los temas Bonito reflejo (Isidro López y Olga Ramos) y No te desanimes (I. López y E. Ramírez de Gamboa).
Tras unos años retirada del mundo del espectáculo, de 1968 a 1978 cantaba en el local madrileño "El último cuplé", en la calle de la Palma número 51,dirigido por un importante empresario y anticuario procedente de Rumanía, hasta su cierre. En 1980, Olga Ramos volvió a abrir el local, ya como empresaria, con su hija, Olga María Ramos, bajo el nombre de Las Noches del Cuplé, y actuaba allí diariamente hasta su cierre definitivo en 1999.
En 1979 protagonizó en México la película ¡Pum! de J. Estrada, inspirada en la vida y asesinato de la "Reina de la Opereta", Esperanza Iris.
Su marido, Enrique Ramírez de Gamboa, compuso varias de sus canciones: "Evocación", "Si te casas en Madrid", "¡Ay, papá!"... entre otras. 
Fallecida en Boadilla del Monte, fue enterrada en el cementerio de la Almudena.
Es madre de la cupletista española, escritora, compositora, cantante, actriz y locutora Olga Ramírez de Gamboa Ramos.

## Discografía
- Olga Ramos, Columbia EN1094-1095, ; Disco de pizarra
- Olga Ramos y su orquesta, Columbia 1961; EP compartido con el "Rey del tango ", Carlos Puccini.
- Recuerdos picarescos, Fonomusic EAN 51011129629, 1971; LP
- La hora de Olga Ramos, Movieplay 17.0839/7, 1976; LP
- Olga Ramos, Dro Atlantic, 2005; LP. Fonomusic 84.2190/4, 1985; CD
- Antología del cuplé, Fonomusic, CD-1195, 1993;
- Olga Ramos en vivo, Fonomusic CD1196;
- Madrid, entre cuplés y canciones, Lady Alicia Records CDDM-9402, 1994 (con su hija, Olga María Ramos).

## Teatro
- Con Enrique Ramírez de Gamboa: “Dos puñales”, “Paquita Page”, “Balcón de ensueño”, “Princesita gitana”, -“Triste bayón”,  “¿Por qué me sigues?”, “Vuelve a tus cuevas”, “Evocación”, “Almudena catedral”, “La yaya”.
- Con Amalio López y Enrique Ramírez de Gamboa: “Barrio de la catedral “Suerte te dé Dios”, “Para el tren”, “Por Dios, dímelo.
- Con Manuel Martínez Remis y Enrique Ramírez de Gamboa: “Juan Veneno”, “Negro amigo”.
- Con Manuel Martínez Remis, José Antonio Verdugo Torres y Enrique Ramírez de Gamboa: “Pepe el Marismeño”
- Con Pedro García del Pino Tarik y Enrique Ramírez de Gamboa: “Mariquilla, triqui, triqui”.
- Con Francisco de la Vega Pérez y Enrique Ramírez de Gamboa: “Ermitas del Manzanares”.
- Con Gustavo Salgas de León y Enrique Ramírez de Gamboa: “Corazón y cascabel”, “Tierra de amigos”.
- Con José de Córdova y Córdova y Enrique Ramírez de Gamboa: “Tarde de junio”.
- Con Francisco García de los Ángeles y Román y Enrique Ramírez de Gamboa: “Desatino”, “Gotas de plata”, “Una ermita en el camino”.
- Con Luisa Taboada García y Enrique Ramírez de Gamboa: “No se escandalicen”, “Así es la menta”.

## Filmografía
- ¡Pum!
- Leyenda rota

## Premios y distinciones
- Primer premio de música de cámara del Real Conservatorio Superior de Música de Madrid.
- Medalla de Madrid al Mérito artístico.
- Lazo de Dama de la Orden de Isabel la Católica.
- Medalla de oro al Mérito en el trabajo.
- Medalla de oro de Agustín Lara.
- Placa del Plan Memoria de Madrid (Puerta del Sol, 14).[cita requerida]
- Garbanzo de plata
- «Voz microfónica» de los estudios Roptence de Madrid.[1]
- Popular del diario Pueblo
- Premio Autor
- Busto de Carlos III de la Universidad Carlos III.
- Medalla de la Fundación Villa y Corte.
- Medallas de oro y plata de la Cruz roja.
- Medalla de la Orden de Calatrava.
- Premio Cibeles de Honor del Foro de madrileños de Madrid.
- Avenida con su nombre en la ciudad de Badajoz.
- Escultura con su imagen, costeada por los vecinos y comerciantes del Barrio de Maravillas (Madrid).
- Escultura en forma de paloma, entregada por el cuerpo de bomberos de Madrid.
- Madrina de los puestos de Navidad de la Plaza Mayor de Madrid.
- Socia de honor de todas las asociaciones castizas de Madrid.
- Bandeja de plata con las firmas del entonces presidente de la República Argentina, Raúl Alfonsín y del presidente de la Comunidad de Madrid, Joaquín Leguina.
- Premio Grada de la Fundación Primera Fila a título póstumo con motivo de su centenario, 13 de abril de 2005, Badajoz.